# Brahin Jabbour
Brahin Jabbour (Marruecos, 2 de octubre de 1970) es un atleta marroquí retirado especializado en la prueba de 3000 m, en la que consiguió ser medallista de bronce mundial en pista cubierta en 1995.

## Carrera deportiva
En el Campeonato Mundial de Atletismo en Pista Cubierta de 1995 ganó la medalla de bronce en los 3000 metros, llegando a meta en un tiempo de 7:51.42 segundos, tras el italiano Gennaro Di Napoli y el español Anacleto Jiménez (plata).